# Sieradz
Sieradz là một thị trấn thuộc hạt Sieradz, tỉnh Łódź, miền trung Ba Lan. Từ năm 1975-1998, thị trấn nằm trong tỉnh Sieradz, kể từ năm 1999 đến nay, nó thuộc quyền quản lý của tỉnh Łódź. Thị trấn nằm trên sông Warta và là một trong những thị trấn lâu đời nhất ở Ba Lan. Thị trấn có diện tích 51,22 km². Tính đến ngày 31 tháng 12 năm 2016, dân số của thị trấn là  42.762 người với mật độ 830 người/km².

## Lịch sử
Sieradz được thành lập từ thế kỷ thứ 11. Vào giữa thế kỷ 13, Sieradz nhận được đặc quyền thị trấn theo luật Magdeburg. Năm 1445, cuộc bầu cử của Vua Casimir Jagiellonia đã diễn ra tại thị trấn này. Cho đến thế kỷ 16, thị trấn từng là trung tâm thương mại vô cùng quan trọng. Vào thế kỷ 17, hậu quả từ cuộc chiến tranh xâm lược của Thụy Điển, cùng với bệnh dịch, hỏa hoạn và lũ lụt làm cho thị trấn bị phá huỷ nghiêm trọng. Vào thế kỷ 18, thị trấn bắt đầu được tái thiết.

### Thế kỷ 19 và 20
Vào ngày 13 tháng 11 năm 1806, một cuộc nổi dậy chống lại người Phổ đã diễn ra tại Sieradz. Trong Chiến tranh thế giới lần thứ hai vào năm 1939, Sieradz đã bị lực lượng Wehrmacht của Đức chiếm đóng và được đổi tên thành Schieratz. Đức quốc xã đã phá hủy toàn bộ những gì thuộc về văn hóa của Ba Lan, phá hủy các ghi chép lịch sử, di tích và các tòa nhà. Vào ngày 23 tháng 1 năm 1945, Sieradz bị Liên Xô ném bom, hơn 100 người đã thiệt mạng. Sau chiến tranh, Sieradz được khôi phục lại Cộng hòa Nhân dân Ba Lan.

## Những người cai trị trong lịch sử

### Công tước của Sieradz-Łęczyca
- 1228-1232 Henry I the Bearded (Henryk I Brodaty)
- 1232-1233 Konrad của Masovia (Konrad Mazowiecki)
- 1234-1247 Konrad của Masovia (Konrad Mazowiecki)
- 1247-1260 Casimir I của Mazovia (Kazimierz I Mazowiecki)
- 1260-1275 Leszek the Black (Leszek Czarny)
- 1275-1294 chia thành hai công tước Sieradz và Łęczyca (bên dưới)
- 1294-1297 Ladislaus III the Short (Władysław okietek)
- 1297-1305 Wenceslaus II của Bohemia (Wacław II Czeski)

Ban đầu là hai công tước chư hầu của Vương quốc Ba Lan, sau đó được hợp nhất thành tỉnh Łęczyca và tỉnh Sieradz.

### Công tước của Sieradz
- 1233-1234 Boluslaus I của Mazovia (Bolesław I Mazowiecki)
- 1275-1288 Leszek the Black (Leszek Czarny)
- 1288-1294 Ladislaus III the Short (Władysław okietek)
- 1327-1339 Przemysl của Cuiavia (Przemysł Kujawski)

Là một trong những Công tước chư hầu của Vương quốc Ba Lan, sau năm 1339, được vua Ba Lan Casimir III Đại đế hợp thành tỉnh Sieradz .

## Chính trị

### Đơn vị bầu cử Sieradz
Các thành viên của Nghị viện ( Sejm ) được bầu từ khu vực bầu cử Sieradz
- Andrzej Biernat, PO
- Agnieszka Hanajchot, PO
- Cezary Tomchot, PO
- Artur Dunin, PO
- Wojciech Szczęsny Zarzycki, PiS
- Tadeusz Woźniak, PiS
- Marek Mauszewski, PiS
- Kirtyna Grabicka, PiS
- Piotr Polak, PiS
- Stanisław Olas, PSL
- Mieczysław uczak, PSL
- Anita Błochowiak, LiD
- Denise Sieradzki, PiS

### Chủ tịch của Sieradz
- Paweł Osiewała

### Những nhân vật nổi tiếng xuất thân từ Sieradz
- Cyprian Bazylik ( 1535 - 1600 ) - nhạc sĩ, nhà văn
- Ary Szternfeld ( 1905 - 1980 ) - nhà khoa học hàng không vũ trụ
- Antoni " Antoine" Cierplikowski ( 1884 - 1976 ) - thợ làm tóc nổi tiếng
- Arek Hersh - nhà giáo dục
- Zalman Ben-Ya'akov (1897 - 1959) - chính trị gia người Israel

### Thể thao
Sieradz có một trung tâm thể thao trong thị trấn được trang bị đầy đủ với ba sân bóng đá, đường chạy, hai sân thể thao, khách sạn, nhà hàng, sân tennis, phòng tắm hơi, câu lạc bộ sức khỏe, bể bơi.

## Một số địa điểm tham quan nổi tiếng trong thị trấn
- Những khu rừng tự nhiên bên bờ sông Warta là nơi lý tưởng cho những người yêu thích hái nấm.
- Quảng trường thị trấn cũng là một nơi du lịch hoàn hảo với các cửa hàng địa phương bán các sản phẩm khác nhau có chất lượng tốt.
- Các nhà thờ ở Sieradz mang ý nghĩa lịch sử và được bảo tồn rất tốt.